# Real Laboratorio de Piedras Duras de Nápoles
El Real Laboratorio de Piedras Duras de Nápoles (en italiano: Real Laboratorio delle Pietre Dure di Napoli) fue un taller de artesanía de piedras duras fundado en Nápoles en 1737 por el rey Carlos VII. Estaba situado en un edificio anexo a la iglesia de San Carlo alle Mortelle. Permaneció hasta 1861, fecha en que desapareció tras la unificación italiana.

## Historia
Se denomina «piedras duras» al mármol o a piedras semipreciosas como el jade, el ágata, el jaspe, el lapislázuli, la calcedonia, el pórfido, etc. La artesanía de piedras duras se conoce habitualmente por el término italiano pietre dure, ya que fue en este país donde se inició esta técnica en el Renacimiento. Tiene un antecedente en el opus sectile romano, un tipo de mosaico realizado en taracea. Con esta técnica se solían realizar sellos, objetos de adorno personal o pequeñas piezas de decoración.
Durante el Renacimiento, una época que volvió la vista al legado clásico grecorromano, se retomó este procedimiento para la elaboración de obras de arte decorativas, especialmente en Florencia y Milán. En 1588 el gran duque de Toscana Fernando I de Médici fundó el Opificio delle Pietre Dure, un taller dedicado en exclusiva a estas labores.
En 1737 el rey de Nápoles, Carlos VII (futuro Carlos III de España) fundó el Real Laboratorio de Piedras Duras de Nápoles con artesanos florentinos. Mientras que la escuela florentina destacaba por un mayor uso de materiales preciosos, la napolitana usaba materiales menos costosos, con preferencia por el mármol.
Su primer director fue Francesco Ghinghi (1689-1762) y entre sus primeros artesanos se encontraban el fundidor Giacomo Ceci y el diseñador de bronces Giovanni Morghen. A Ghinghi sucedió como director Gaspero Donnini († 1780) y, a este, Giovanni Mugnai († 1805).
Las primeras obras realizadas denotan el estilo florentino, entre las que destacan unos tableros de mesa de commesso di pietre dure (también llamado «mosaico florentino», un tipo de mosaicos planos o en relieve para decorar tableros de mesa, gabinetes, frontales de altar y otros muebles u objetos), algunos de los cuales se conservan en el Palacio Real de Nápoles, en el Museo della Reggia de Caserta y en el Palazzo Cinese de La Favorita de Palermo. También destacan las mesas de las estaciones conservadas en el Museo del Prado (1753-1763), obra de Giacomo Ceci y su hijo Carlo, remarcables por sus bronces dorados. Otra obra de relevancia es la mesa de madera petrificada con cerco de amatista del Palazzo dei Normanni de Palermo. La última obra conocida de este taller es un tablero de mesa confeccionado por Mugnai en 1805, conservado en el Museo della Reggia de Caserta. Estas obras fueron evolucionando del estilo barroco al neoclásico.
El rey Carlos VII fundó también en Nápoles la Real Fábrica de Tapices de Nápoles (1737), la Real Fábrica de Porcelanas de Capodimonte (1743) y la Real Fábrica de Mayólicas de Caserta (1753). Posteriormente, como Carlos III de España, fundó el Real Laboratorio de Mosaicos y Piedras Duras del Buen Retiro (1759), la Real Fábrica de Porcelana del Buen Retiro (1759), la Real Fábrica de Platería Martínez (1778) y la Real Fábrica de Relojes (1788).